# Dilophus calcaratus
Dilophus calcaratus är en tvåvingeart som beskrevs av Edwards 1930. Dilophus calcaratus ingår i släktet Dilophus och familjen hårmyggor. Inga underarter finns listade i Catalogue of Life.